# Бульвар Алексея Толстого (Пушкин)
Бульвар Алексе́я Толсто́го — бульвар в городе Пушкине (Пушкинский район Санкт-Петербурга). Проходит от Оранжерейной и Железнодорожной улиц до улицы Вячеслава Шишкова.
Название было присвоено в 1965 году в честь писателя А. Н. Толстого, жившего неподалёку (на Московской улице, 8, а также на Церковной улице, 6 в доме Вуича) в 1928—1938 годах.
Собственно бульвар расположен на участке от Оранжерейной и Железнодорожной улиц до Школьной улицы, далее дорога сужается и не разделяется аллеей. На участке от Школьной улицы до улицы Вячеслава Шишкова на обеих сторонах расположено садоводство «Коллективный сад № 7».

## Перекрёстки
- Оранжерейная улица / Железнодорожная улица
- Школьная улица
- улица Вячеслава Шишкова